# بوب غريفز (لاعب كرة قدم)
بوب غريفز (بالإنجليزية: Bob Graves)‏ هو لاعب كرة قدم بريطاني، ولد في 7 نوفمبر 1942 في مرليبون في المملكة المتحدة. لعب مع لينكولن سيتي أف سي.